# Thecabius auriculae
Thecabius auriculae är en insektsart. Thecabius auriculae ingår i släktet Thecabius och familjen långrörsbladlöss. Inga underarter finns listade i Catalogue of Life.